# Пенелопа парагвайська
Пенелопа парагвайська (Penelope obscura) — вид куроподібних птахів родини краксових (Cracidae).

## Поширення
Вид поширений в Уругваї, північній частині Аргентини, на південному заході Болівії та найпівденніших районах Парагваю та Бразилії. Населяє субтропічні або тропічні вологі низовинні ліси.

## Спосіб життя
Їсть плоди, квіти та бруньки, зібрані з землі або зірвані з гілок дерев, і діє як розповсюджувач насіння для різних видів дерев і пальм, таких як пальма Euterpe edulis, що перебуває під загрозою зникнення, або пальми роду Syagrus/

## Підвиди
- P. o. obscura (Temminck, 1815)
- P. o. bronzina (Hellmayr, 1914)
- P. o. bridgesi G.R. Gray, 1860 — на початку 2021 року запропоновано виділити в окремий вид.